# Енгельберт Краус
Енгельберт Краус (нім. Engelbert Kraus, 30 липня 1934, Оффенбах-на-Майні — 14 травня 2016) — західнонімецький футболіст, що грав на позиції нападника.
Виступав за клуби «Кікерс» (Оффенбах) та «Мюнхен 1860», а також національну збірну ФРН, у складі якої став учасником чемпіонату світу 1962 року.

## Клубна кар'єра
У дорослому футболі дебютував 1952 року виступами за команду «Кікерс» (Оффенбах), в якій провів одинадцять сезонів, взявши участь у 275 матчах чемпіонату. Більшість часу, проведеного у складі «Кікерс», був основним гравцем атакувальної ланки команди. У складі «Кікерс» був одним з головних бомбардирів команди, маючи середню результативність на рівні 0,37 гола за гру першості. У цей період команда грала у Оберлізі Південь, одному з кількох вищих дивізіонів країни і була одним з лідерів турніру, неодноразово виходячи до фінального етапу чемпіонату ФРН. Основним моментом став фінал чемпіонату Німеччини 28 червня 1959 року в Берліні проти Айнтрахта" (Франкфурт), який «Кікерс» драматично програв у додатковий час 3:5. Загалом 1955 по 1960 рік Краус провів 14 ігор у фінальному етапі чемпіонату ФРН і забив одинадцять голів .
1963 року у країні була створена єдина Бундесліга і «Кікерс» до неї не потрапив, тому Енгельберт перейшов на запрошення Макса Меркеля до клубу «Мюнхен 1860», що отримав право зіграти у дебютному розіграші турніру. Незважаючи на виграш Кубка ФРН 13 червня 1964 року після перемоги над «Айнтрахтом» (Франкфурт), Краус не зміг стати основним гравцем клубу, провівши за два роки лише 22 матчі в Бундеслізі, через що 1965 року повернувся у «Кікерс» (Оффенбах).
Два роки він грав за «Кікерс» в Регіональній лізі Південь і у сезоні 1966/67 виграв з командою дивізіон, отримавши право зіграти за право виходу до бундесліги, втім у матчі 21 червня 1967 року в матчі проти «Геттінгена 05» клуб зазнав поразки і залишився у Регіоналлізі, після чого Краус закінчив свою ігрову кар'єру.

## Виступи за збірну
25 вересня 1955 року дебютував в офіційних матчах у складі національної збірної Німеччини в товариській грі проти Югославії, вийшовши на заміну на 74 хвилині замість Ервіна Вальднера.
У складі збірної був учасником чемпіонату світу 1962 року у Чилі, де зіграв в одному матчі групового етапу проти Чилі (2:0), а команда дійшла до чвертьфіналу.
Загалом протягом кар'єри у національній команді, яка тривала 10 років, провів у її формі 9 матчів, забивши 3 голи.

## Подальше життя
По завершенні кар'єри працював страховим працівником в Оффенбаху. Він став ініціатором «Alten Herren» — регулярної зустрічі колишніх гравців першої та другої команд «Кікерса».
Енгельберт Краус помер 14 травня 2016 року після тривалої хвороби на 82-му році життя. Перед матчем Регіоналліги «Кікерс» (Оффенбах) проти «Балінгера» Краус був вшанований хвилиною мовчання.

## Титули і досягнення
- Володар Кубка ФРН (1):

«Мюнхен 1860»: 1964